# Tyrants of the Rising Sun
Tyrants of the Rising Sun este un pachet DVD+CD al trupei suedeze de death metal melodic Arch Enemy, lansat în Europa pe 24 noiembrie 2008 și în America de Nord pe 25 noiembrie 2008, la casa de discuri Century Media. DVD-ul conține un concert al trupei, filmat în luna martie 2008 la Tokyo Forum din Tokyo, un film de 40 de minute al turneului, și toate videoclipurile promoționale realizate pentru ultimul album de studio al trupei, Rise of the Tyrant.
Bateristul Daniel Erlandsson comenta, înainte de lansare, pe pagina oficială Arch Enemy: „Sunt foarte entuziasmat de acest produs, care prezintă trupa așa cum îi stă cel mai bine: în concert, în fața unuia din cele mai minunate publicuri din lume ! Din toate concertele în care am cântat de-a lungul anilor, acesta este de departe cel mai bun — lucru de care vă veți putea convinge singuri curând. Probabil nu trebuie să repet faptul că atât elementele audio ale acestui DVD, cât și cele vizuale, sunt de cea mai înaltă calitate, nu-i așa ?”
DVD-ul este disponibil în următoarele versiuni: Ediția Deluxe DVD + 2 CD-uri, DVD standard, 2 CD-uri standard, 2 LP-uri în ediție limitată.

## Lista pieselor de pe album

### Concert la Tokyo Forum (8 martie 2008)
1. Intro / Blood Is On Your Hands (M. Amott/C. Amott/A. Gossow) (5:37)
2. Ravenous (M. Amott/C. Amott/A. Gossow) (3:55)
3. Taking Back My Soul (M. Amott/D. Erlandsson/C. Amott/A. Gossow) (5:16)
4. Dead Eyes See No Future (M. Amott/C. Amott/A. Gossow) (4:22)
5. Dark Insanity (M. Amott/J. Liiva) (3:59)
6. The Day You Died (M. Amott/D. Erlandsson/A. Gossow) (4:55)
7. Christopher Solo (C. Amott) (2:32)
8. Silverwing (M. Amott/C. Amott) (5:26)
9. Night Falls Fast (M. Amott/A. Gossow) (3:37)
10. Daniel Solo (D. Erlansson) (3:30)
11. Burning Angel (M. Amott/C. Amott) (4:40)
12. Michael Amott Solo (include "Intermezzo Liberté") (M. Amott) (3:24)
13. Dead Bury Their Dead (M. Amott) (4:57)
14. Vultures (M. Amott/C. Amott/A. Gossow) (6:51)
15. Enemy Within (M. Amott/C. Amott/A. Gossow) (4:29)
16. Snowbound (M. Amott/C. Amott) (2:14)
17. Shadows And Dust (M. Amott/D. Erlandsson/C. Amott) (5:12)
18. Nemesis (M. Amott/D. Erlandsson/C. Amott/A. Gossow) (5:04)
19. We Will Rise (M. Amott/C. Amott) (4:33)
20. Fields Of Desolation / Outro (M. Amott/C. Amott/J. Liiva) (3:14)
21. Enter the Machine (M. Amott/D. Erlandsson/C. Amott) (versiune de studio)

### Prezentări speciale
1. The Road To Japan (Interviuri / Filmul turneului) (aproximativ 45 de minute)

### Videoclipuri promoționale
1. „Revolution Begins” (versiunea originală) (4:24)
2. „Revolution Begins” (versiune în concert) (4:14)
3. „I Will Live Again” (3:34)

### CD
Disc 1

Coperta dublului CD „Tyrants Of The Rising Sun”

1. Intro / Blood On Your Hands (5:37)
2. Ravenous (3:55)
3. Taking Back My Soul (5:16)
4. Dead Eyes See No Future (4:22)
5. Dark Insanity (3:59)
6. The Day You Died (4:55)
7. Christopher Solo (2:32)
8. Silverwing (5:26)
9. Night Falls Fast (3:37)
10. Daniel Solo (3:30)

Disc 2
1. Burning Angel (4:40)
2. Michael Amott Solo (include „Intermezzo Liberté”) (3:24)
3. Dead Bury Their Dead (4:57)
4. Vultures (6:51)
5. Enemy Within (4:29)
6. Snowbound (2:14)
7. Shadows And Dust (5:12)
8. Nemesis (5:04)
9. We Will Rise (4:33)
10. Fields Of Desolation / Outro (3:14)
11. Enter the Machine (versiune de studio)

## Data lansării
| Regiune       | Dată              | Casă de discuri       | Format |
| ------------- | ----------------- | --------------------- | ------ |
| Europa        | 24 noiembrie 2008 | Century Media Records | DVD+CD |
| Statele Unite | 25 noiembrie 2008 | Century Media Records | DVD+CD |

## Componența trupei
- Angela Gossow − Voce
- Michael Amott − Chitară
- Christopher Amott − Chitară
- Sharlee D'Angelo − Bas
- Daniel Erlandsson − Tobe